# Biblioteca Leverdógil de Freitas
A Biblioteca Leverdógil de Freitas é a biblioteca do Instituto Popular de Arte-Educação (IPDAE), uma organização sem fins lucrativos e filantrópica que atua na cidade brasileira de Porto Alegre. Compreende uma biblioteca central e duas ramais. O IPDAE conta também com uma escola de música e um museu comunitário.
Criada em 1998, leva o nome do jornalista e ator teatral Leverdógil de Freitas, falecido em novembro daquele ano. A biblioteca conta com um acervo variado de 32 mil volumes, oriundo de doações, e conta com quase 3 mil leitores-sócios. Atende não só moradores do bairro Lomba do Pinheiro — um dos mais carentes e pobres da cidade — como também de outros bairros e municípios vizinhos.
Além de empréstimo domiciliar e consulta local, a Biblioteca promove programas como contação de estórias, oficina de leitura, a "Gincana da Leitura", o "Leitores do Ano", curso de xadrez, o "Varal da Poesia" e concurso de contos.
O Centro Cultural 25 de Julho, considera esta biblioteca como sendo um dos seus parceiros.